# Qaraghandy (Nordkasachstan)
Qaraghandy (kasachisch Қарағанды, russisch Караганды Karagandy) ist ein Dorf im Gebiet Nordkasachstan in der Grenzregion Kasachstans zu Russland. Es liegt im Noghaibai bi auyldyq okrugi im Audan Maghschan Schumabajew. Bis zu einer Namensänderung 2009 lautete der russische Name Karagandinskoje (Карагандинское).

## Geschichte
Der Ort Qaraghandy wurde am 15. Oktober 1935 unter dem Namen Karagandinskoje als „Staatsfarm“ gegründet. Sie verfügte zu Beginn über mehrere Geräte und Vieh. Ab 1939 entstanden mehrere Gebäude wie ein Postamt, eine Bäckerei, eine Schule und mehrere Wohngebäude. Der im Sommer 1941 beginnende Deutsch-Sowjetische Krieg stoppte den Aufbau. Während des Krieges wurde eine weibliche Traktorenbrigade gebildet. Während des Kalten Krieges hatte der Ort mehr als 2000 Einwohner. In letzter Zeit hatte der Ort einen großen Bevölkerungsverlust zu verzeichnen. Der russische Name wurde 2009 von Karagadinskoje in Karagandy geändert.

## Geographie
Qaraghandy befindet sich im Noghaibai bi auyldyq okrugi im Audan Maghschan Schumabajewin der Oblast Nordkasachstan. 45 Kilometer nordwestlich befindet sich die Stadt Bulajew. Wenige Kilometer entfernt befindet sich die Grenze zu der russischen Oblast Omsk.

## Bevölkerung
Die Einwohnerzahl nahm in den letzten Jahrzehnten stark ab. Bei der Volkszählung 1989 zählte Qaraghandy 2343 Einwohner, bei der Volkszählung 1999 waren es noch 1593, bei der Volkszählung 2009 1077 und bei der Volkszählung 2021 nur noch 568.
Bei der Volkszählung 1989 waren 55 % der Bevölkerung russischer und 22 % kasachischer Nationalität.